# 河棲巴塔鱨
河棲巴塔鱨，為輻鰭魚綱鯰形目鱨科的其中一種，為熱帶淡水魚類，分布於亞洲緬甸Tenasserim河至馬來半島北部霹靂州及丁加奴州淡水流域，體長可達8.6公分，棲息在岩石底質、流動的溪流底層水域，平時躲藏在水生植物或岩縫中，生活習性不明。

## 扩展阅读
維基物種上的相關：河棲巴塔鱨